# キチヌ
キチヌ（学名：Acanthopagrus latus）は、タイ科に分類される魚類の一種。別名はキビレ。西太平洋に分布し、沿岸に生息するが、河川にも進出する。近縁のクロダイと似るが、その名の通り黄色の鰭が特徴である。

## 分類と名称
1782年にオランダの博物学者であるマールテン・ホッタインによって Sparus latus として記載され、タイプ産地は平戸であった。以前はインド太平洋に広く分布すると考えられていたが、ベンガル湾の個体群は Acanthopagrus datnia、オーストラリア北西部の個体群は Acanthopagrus morrisoni、ペルシア湾とアラビア海の個体群は Acanthopagrus arabicus、ペルシア湾とオマーン湾の個体群は Acanthopagrus sheim として独立し、キチヌの分布域は西太平洋のみであることが明らかになった。タイ科に亜科を認める場合、クロダイ属はヘダイ亜科に分類されるが、『Fishes of the World (5th edition)』ではタイ科に亜科を認めていない。
種小名は「広い」を意味し、記載された当時の Sparus 属の中で最も体の幅が広かったことに由来する。grey bream、Houttuyn's yellowfin seabream、Japanese bream、yellow-finned black porgyなどの英名がある。日本ではキビレという呼称が有名である。

## 分布と生息地
南日本(南西諸島を除く)、朝鮮半島南部、台湾、上海からフエまでの東アジア沿岸を含む、西太平洋に分布する。日本では房総半島以南の太平洋岸、石川県以南の日本海・東シナ海岸、瀬戸内海に分布する。水深50mまでの沿岸の浅瀬に生息し、河川の下流にも進出することがある。

## 形態
背鰭は10棘と10-11軟条から、臀鰭は3棘と8-9軟条から成る。体高は高く、体長は体高の2倍。頭部背側の輪郭は、眼の部分で膨らむ。体色は明るい灰色で、背側はより暗い色となり、腹側は黄色がかる。側面には金色の縦線が入り、側線鱗には暗色の点が入る。眼の間と鰓蓋の縁は黒色。背鰭は灰色がかり、腹鰭と臀鰭は黄色。尾鰭は縁が黒く、下部が黄色。全長は50cmに達する。

## 生態
小さな群れを作り、棘皮動物、軟体動物、甲殻類などの無脊椎動物を捕食する。雄性先熟の雌雄同体と、雌雄異体の個体が存在する。台湾では10月に、中国南部では冬に産卵する。仔魚は河口で成長する。

## 人との関わり
小規模な漁業で漁獲され、鮮魚として流通する。漢方薬の材料となる事もある。台湾では飼育下繁殖が試みられている。河口で仔魚が採取され、養殖の種苗などに利用される。近年は生息域が北上しており、関東での流通量が増加している。刺し網や定置網、釣りで漁獲され、春から夏にかけて多く流通する。